# Мёрис, Поль
Поль Мёри́с (или Поль Мёри́сс, фр. Paul Meurisse; 21 декабря 1912, Дюнкерк — 19 января 1979, Нейи-сюр-Сен) — французский актёр. За свою карьеру снялся в более чем 60 фильмах и множестве сценических постановок. Отличался элегантным стилем игры и разносторонностью. Мог одинаково хорошо играть как комедийные, так и серьёзные драматические роли. Его роли в кино варьировались от забавно и сухо комических до угрожающих и неприятных. Его самая знаменитая роль — садистский и мстительный директор школы в фильме 1954 года «Дьяволицы».

## Ранние годы и начало карьеры в шоу-бизнесе
Мёрис родился в Дюнкерке на северо-востоке Франции, но вырос на острове Корсика, куда его отец, банковский менеджер, был переведён, когда Мёрис был ещё совсем маленьким. После школы Мёрис переехал в Экс-ан-Прованс, где стал работать клерком в нотариальной конторе. Его страстью была сцена, и по вечерам он стал работать в кордебалете в спектаклях-ревю в мюзик-холле .
В 1936 году Мёрис переехал в Париж, где нашёл работу в музыкальных театрах и ночных клубах и появлялся на сцене с такими исполнителями, как Мари Дубас. Он специализировался на том, что брал веселые, оптимистичные песни и пел их в комически пессимистической, мрачной манере.
В 1939 году Мёрис встретил Эдит Пиаф, и на несколько месяцев они стали любовниками. Пиаф, однако, не видела для Мёриса будущего в качестве певца и подстрекла его вместо этого попробовать свои силы в качестве актёра.

## Кинокарьера
Первая кинороль Мёриса была в фильме Vingt-quatre heures de perm, который был снят в 1941 году, но не выходил до 1945-го. Первым же фильмом с его участием, вышедшим на экраны, был Ne bougez plus (1941). С тех пор его актёрские услуги всегда были востребованы (в 1948 году, например, он был в титрах не менее чем в семи фильмах). Мёрис играл самые разнообразные роли, от гангстеров (Macadam, Impasse des Deux-Anges) и полицейских (Inspecteur Sergil, Le Dessous des cartes) до комедийных (фильмы из серии «Монокль») и исторических (La Castiglione, L’Affaire des poisons). Качество фильмов было переменным, но разносторонность Мёриса приводила к тому, что его выступление часто считали лучшей частью в остальном посредственной картины.
Самой известной ролью Мёриса был Мишель Деласаль в триллере Анри-Жоржа Клузо 1954 года «Дьяволицы» (с Симоной Синьоре и Верой Клузо). В своей крайне несимпатичной роли Мёрис был убедителен. Фильм со своей тёмной, клаустрофобичной атмосферой и знаменитой неожиданной концовкой имел международный успех. Кроме того, это был один из первых фильмов на иностранном языке, получивших широкий прокат в англоязычных странах. Он и сейчас остаётся тем фильмом, по которому Мёриса больше всего знают.
Список другие заметных картин с участием Мёриса включает инквизиционную и гнетущую «Мари-Октябрь» Жюльена Дювивье (1959), «Завтрак на траве» Жана Ренуара (1959), судебную драму Анри-Жоржа Клузо «Истина» (1960) и детективный триллер «Второе дыхание» (1966). Также Мёрис три раза играл команданта Теобальда Дромара по прозвищу Монокль в шпионских комедиях Le monocle noir (1961), L’oeil du monocle (1962) и Le monocle rit jaune (1964). Фильм «Армия теней», в котором Мёрис играл главную роль, был выпущен в Великобритании и США на DVD под титулом Army of Shadows и получил одобрение критиков.

## Театральная карьера
Мёрис играл во множестве театральных постановок, от пьес Марселя Ашара и Жана Ануя до Шекспира и Джорджа Бернарда Шоу. В середине 1950-х годов Мёрис был сосьетером Комеди Франсез.

## Частная жизнь

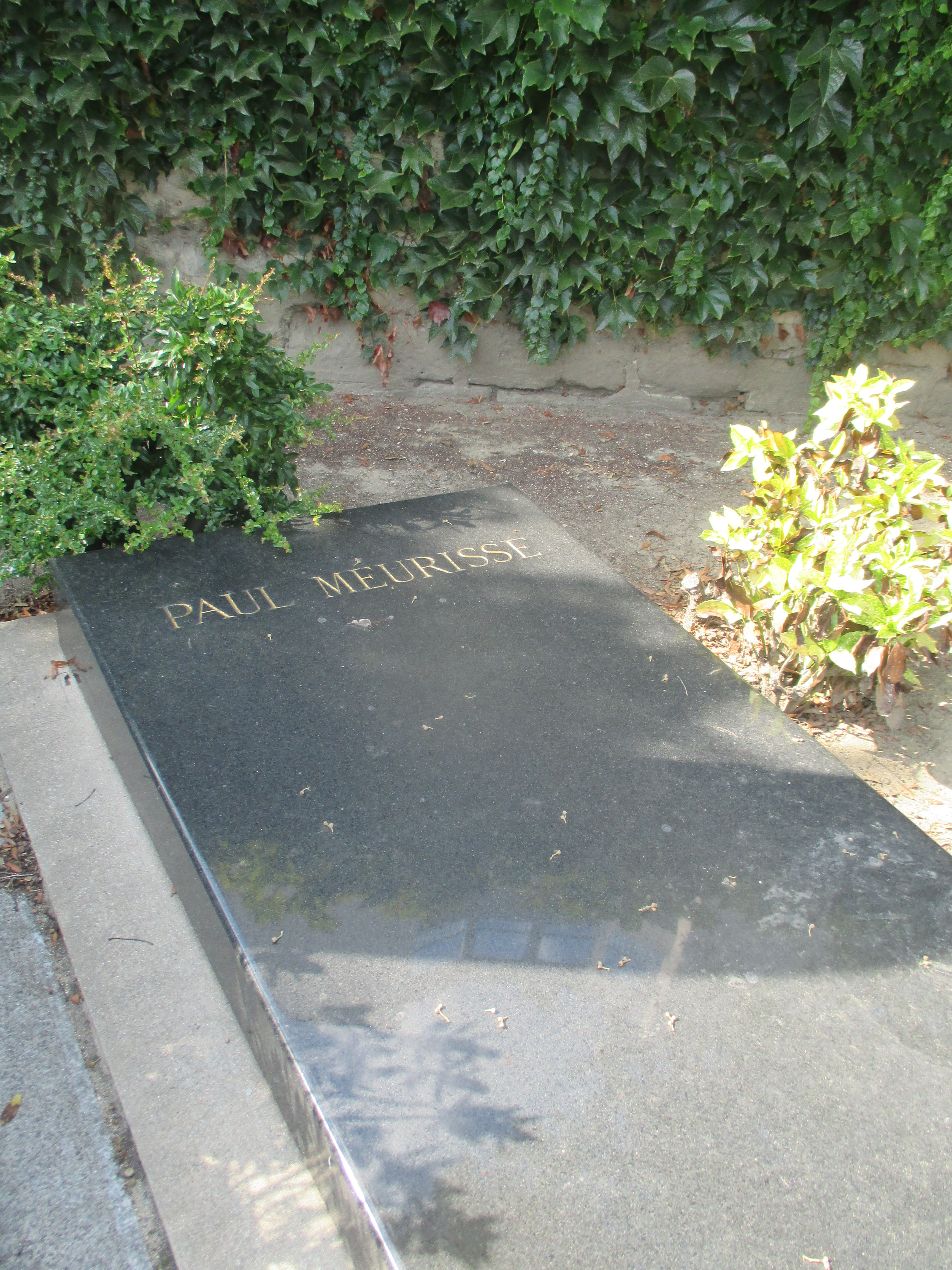
Могила Поля Мёриса.

Мёрис был женат три раза: на Мишель Альфе (фр. Michèle Alfa, поженились в 1942, развелись), Мишлин Шейрель (фр. Micheline Cheirel, поженились в 1951, развелись; до него она была замужем за британским актёром Джоном Лодером) и Мишлин Гари (фр. Micheline Gary, с 1960 и до своей смерти).

## Смерть
Мёрис почувствовал себя плохо после выступления в парижском Театре Эберто (Théâtre Hébertot) и умер 19 января 1979 года от сердечного приступа, связанного с астмой. Ему было 66 лет.